# Shea Weber
Shea Michael Weber (* 14. August 1985 in Sicamous, British Columbia) ist ein ehemaliger kanadischer Eishockeyspieler. Der Verteidiger bestritt zwischen 2005 und 2021 über 1000 Partien in der National Hockey League (NHL). In dieser Zeit lief er für die Nashville Predators und Canadiens de Montréal auf, wobei er beide Mannschaften als Kapitän anführte. Mit den Canadiens erreichte er das Endspiel der Playoffs 2021, unterlag dort den Tampa Bay Lightning und bestritt anschließend verletzungsbedingt kein Spiel mehr. Mit der kanadischen Nationalmannschaft gewann Weber 2010 und 2014 olympisches Gold und wurde 2007 Weltmeister. Seit 2024 ist er Mitglied der Hockey Hall of Fame.

## Karriere

### Anfänge im Juniorenbereich
Shea Weber startete seine Karriere im Team der Sicamous Eagles in der Kootenay International Junior Hockey League im Jahr 2001. Nach einer starken ersten Saison, bekam er ein Angebot von den Kelowna Rockets aus der Western Hockey League, welches Weber annahm. In der WHL fiel er vor allem durch seine körperliche Stärke und seiner hartnäckigen Spielart auf. Mit 167 Strafminuten hatte er die zweitmeisten im gesamten Team. In dieser Saison gewann er auch mit den Kelowna Rockets die Meisterschaft, den President’s Cup. Beim NHL Entry Draft 2003 wurde der Verteidiger in der zweiten Runde an insgesamt 49. Position von den Nashville Predators ausgewählt.
In der darauffolgenden Saison spielte er weiterhin für die Kelowna Rockets, doch in dieser Saison spielte er viel disziplinierter als in den Jahren davor. Er bekam weniger Strafen und punktete mehr. Die Rockets beendeten die reguläre Saison auf dem ersten Platz, wobei Weber maßgeblich daran beteiligt war, denn die Abwehr ließ in 72 Spielen nur 125 Gegentreffer zu. In den Play-offs war Weber bester teaminterner Scorer mit 17 Punkten. Am Ende schieden die Rockets im Western-Conference-Finale gegen die Everett Silvertips aus. Es folgte der Gewinn des Memorial Cups im Jahr 2004. Weber schaffte den Sprung ins All-Star-Team des Turniers. In der folgenden Saison wurde er mit den Rockets zum zweiten Mal in drei Jahren WHL-Meister. Nebenbei schaffte er es auch ins West First All-Star-Team und wurde 2005 zum WHL Playoff MVP gewählt. Außerdem gewann er mit Kanada die Goldmedaille bei der U20-Junioren-Weltmeisterschaft.

### Aufstieg zum Topverteidiger bei den Nashville Predators
In der Saison 2005/06 spielte er erstmals für das Farmteam der Nashville Predators, den Milwaukee Admirals. Der Kanadier spielte eine starke und disziplinierte Rookie-Saison. Er bekam viel weniger Strafminuten als in der WHL und war nebenbei unter den Top-Rookie-Scorern. Noch in derselben Saison spielte er auch für die Nashville Predators. Am Ende kam er auf zwei Tore und zehn Punkten in 28 Spielen. In der Saison 2006/07 stellte Weber mit 17 Toren, 23 Assists und 40 Punkten nicht nur einen neuen persönlichen Saison-Rekord in jeder dieser Kategorien auf, sondern er wurde auch aufgrund seiner starken Leistungen als Rookie für das im Rahmenprogramm des NHL All-Star Game 2007 stattfindende „Young-Stars-Game“ nominiert, bei dem er in der Startformation des Teams der Western Conference auflief.
Webers dritte Saison bei den Predators war von vielen Verletzungen geprägt, so erlitt er gleich im ersten Saisonspiel der Spielzeit 2007/08 eine Patellasehnenverletzung, die ihn zu einer sechswöchigen Pause zwang. Kurz nach seiner Rückkehr fiel der Verteidiger wegen einer Fußverletzung erneut für insgesamt elf Partien aus. Im Juni 2008 verlängerten die Predators seinen Vertrag um drei Jahre und mit einem kolportierten Gesamtgehalt von 13,5 Millionen Dollar. In der folgenden Saison konnte sich Weber endgültig als einer der Topverteidiger in der NHL etablieren, sodass er unter anderem für das 57. National Hockey League All-Star Game nominiert wurde und bei der Wahl zum besten Verteidiger der Liga den vierten Platz erreichte.
In der darauffolgenden Saison sorgte Weber für Aufsehen, als er sich in drei aufeinanderfolgenden Spielen jeweils einen Faustkampf mit einem Gegenspieler lieferte, was seinen Stellenwert als Führungsspieler innerhalb der Mannschaft der Predators untermauerte. Im Sommer 2010 ernannte man Weber zum fünften und gleichzeitig jüngsten Mannschaftskapitän in der Geschichte der Nashville Predators. Es folgte eine erfolgreiche Saison, in der Weber das Team bis ins Western Conference Halbfinale führen konnte, wo man letztlich den Vancouver Canucks unterlag. Der Kanadier wurde anschließend ins All-Star Team der Liga gewählt und musste sich bei der Wahl für die James Norris Memorial Trophy lediglich Nicklas Lidström geschlagen geben.
Im Vorfeld der Saison 2011/12 einigten sich Weber und Nashville nach langwierigen Verhandlungen letztlich auf eine Verlängerung seines Vertrages um ein Jahr, in dem er ein Gehalt von 7,5 Millionen Dollar bezog. Nach Auslaufen seines Vertrages im Anschluss an die Saison gab man im Juli 2012 bekannt, dass die Predators mit dem Offer sheet der Philadelphia Flyers gleichziehen werden und Weber somit weitere 14 Jahre für die Predators spielen und ein Gehalt von 110 Millionen US-$ erhalten wird. In der Saison 2013/14 stellte er mit 56 Punkten (23 Tore + 33 Vorlagen) einen neuen Franchise-Rekord für die meisten Punkte eines Verteidigers in einer Saison auf. Nach der Saison 2015/16 erhielt er den Mark Messier Leadership Award für herausragende Führungsqualitäten.

### Montréal und Karriereende
Im Juni 2016 wurde Weber im Tausch für P. K. Subban an die Canadiens de Montréal abgegeben. Dieser Trade gilt als einer der spektakulärsten und umstrittensten der jüngeren NHL-Geschichte, unter anderem, weil beide Spieler als Stars ihrer jeweiligen Mannschaften galten. Weber verließ die Predators auf Position 2 der ewigen Franchise-Rangliste in puncto absolvierte Spiele (763) und erzielte Tore (166; jeweils hinter David Legwand). In Montréal knüpfte Weber an seine vorherigen Leistungen an, verpasste in der Folge allerdings große Teile der Saison 2017/18 aufgrund eines Sehnenrisses im Fuß aus. Kurz vor Beginn der Spielzeit 2018/19 wurde Weber als 30. Kapitän in der Geschichte der Canadiens vorgestellt und trat dabei die Nachfolge von Max Pacioretty an. Im Februar 2021 bestritt er sein insgesamt 1000. Spiel in der NHL, bevor er in den folgenden Playoffs 2021 mit den Canadiens sein erstes Stanley-Cup-Finale erreichte, dort allerdings den Tampa Bay Lightning mit 1:4 unterlag.
Im Sommer 2021 wurde bekannt, dass er sich eine Knöchelverletzung zugezogen hatte, aufgrund derer er vorerst auf unbestimmte Zeit ausfällt und die möglicherweise das Ende seiner aktiven Karriere bedeuten könnte. Nachdem er die Saison 2021/22 erwartungsgemäß ohne Einsatz geblieben war, wurde sein verbleibender Vertrag im Juni 2022 im Tausch für Jewgeni Dadonow zu den Vegas Golden Knights transferiert. Das Tauschgeschäft fand hauptsächlich unter Gesichtspunkten des Salary Cap statt, sodass nicht davon ausgegangen wurde, dass der Kanadier noch einmal in der NHL auflaufen kann und stattdessen auf der Long Term Injured Reserve List verblieb. In ähnlichen Umständen wurde er im Februar 2023 samt einem Fünftrunden-Wahlrecht im NHL Entry Draft 2023 zu den Arizona Coyotes transferiert, während Dysin Mayo zu den Golden Knights wechselte. Letztlich gelangte er noch durch das Ende der Arizona Coyotes zum Utah Hockey Club, bevor er wenig später in die Hockey Hall of Fame aufgenommen wurde, was als endgültiges Ende seiner aktiven Karriere zu verstehen ist, ohne dass er dies offiziell verkündet hätte. Insgesamt hatte Weber 1038 NHL-Partien bestritten und dabei 589 Punkte verzeichnet.

### International
Weber lief bei der Eishockey-Weltmeisterschaft 2007 erstmals für das A-Team seines Heimatlandes Kanada auf. Im ersten Gruppenspiel der Kanadier gegen das deutsche Team erhielt er, nach einem Ellbogencheck gegen den Kopf von Yannic Seidenberg eine Spieldauerdisziplinarstrafe. Wegen der Schwere der Tat wurde er zusätzlich für die folgenden drei Spiele des Turniers gesperrt. Am Ende wurde er aber mit dem Team Kanada Weltmeister. Im Jahr 2010 gewann er bei den Olympischen Winterspielen in Vancouver die Goldmedaille. Im Finale setzten sich die Kanadier mit 3:2 nach Verlängerung gegen die Vereinigten Staaten durch. Anschließend wurde Weber ins All-Star-Team des Turniers gewählt. 2014 wurde er mit der kanadischen Nationalmannschaft Olympiasieger. Ferner vertrat er sein Heimatland beim World Cup of Hockey 2016 und gewann mit dem Team auch dort die Goldmedaille.

## Erfolge und Auszeichnungen
| - 2003 President’s-Cup-Gewinn mit den Kelowna Rockets - 2004 Memorial-Cup-Gewinn mit den Kelowna Rockets - 2004 Memorial Cup All-Star-Team - 2004 WHL West Second All-Star-Team - 2005 President’s-Cup-Gewinn mit den Kelowna Rockets - 2005 WHL West First All-Star-Team - 2005 WHL Playoff MVP - 2007 Teilnahme am NHL YoungStars Game - 2005 CHL Second All-Star-Team - 2009 Teilnahme am NHL All-Star Game - 2011 Teilnahme am NHL All-Star Game | - 2011 NHL First All-Star-Team - 2012 Teilnahme am NHL All-Star Game - 2012 NHL First All-Star Team - 2014 NHL Second All-Star Team - 2015 Teilnahme am NHL All-Star Game - 2015 NHL Second All-Star Team - 2016 Teilnahme am NHL All-Star Game - 2016 Mark Messier Leadership Award - 2017 Teilnahme am NHL All-Star Game - 2020 Teilnahme am NHL All-Star Game |

### International

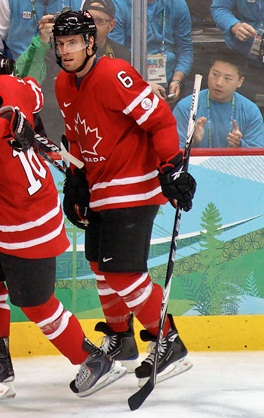
Shea Weber bei den Olympischen Winterspielen 2010

| - 2005 Goldmedaille bei der U20-Junioren-Weltmeisterschaft - 2007 Goldmedaille bei der Weltmeisterschaft - 2009 Silbermedaille bei der Weltmeisterschaft - 2010 Goldmedaille bei den Olympischen Winterspielen | - 2010 All-Star-Team der Olympischen Winterspiele - 2014 Goldmedaille bei den Olympischen Winterspielen - 2016 Goldmedaille beim World Cup of Hockey - 2024 Aufnahme in die Hockey Hall of Fame |

## Karrierestatistik

### International
Vertrat Kanada bei:
| - U20-Junioren-Weltmeisterschaft 2005 - Weltmeisterschaft 2007 - Weltmeisterschaft 2009 | - Olympischen Winterspielen 2010 - Olympischen Winterspielen 2014 - World Cup of Hockey 2016 |

(Legende zur Spielerstatistik: Sp oder GP = absolvierte Spiele; T oder G = erzielte Tore; V oder A = erzielte Assists; Pkt oder Pts = erzielte Scorerpunkte; SM oder PIM = erhaltene Strafminuten; +/− = Plus/Minus-Bilanz; PP = erzielte Überzahltore; SH = erzielte Unterzahltore; GW = erzielte Siegtore; 1 Play-downs/Relegation; Kursiv: Statistik nicht vollständig)